# ماتيوس نونيز
ماتيوس لويز نونيز ((بالبرتغالية: Matheus Luiz Nunes‏)؛ مواليد 27 أغسطس 1998) هو لاعب كرة قدم برتغالي، وُلد في البرازيل، ويلعب مع نادي مانشستر سيتي في الدوري الإنجليزي الممتاز و‌منتخب البرتغال لكرة القدم في مركز خط الوسط.

## وصلات خارجية
- ماتيوس نونيز على موقع الاتحاد الأوربي (الإنجليزية)
- ماتيوس نونيز على موقع قاعدة بيانات كرة القدم.إي يو (الإنجليزية)
- ماتيوس نونيز على موقع ليكيب (الفرنسية)
- ماتيوس نونيز على موقع ناشيونال فوتبول تيمز (الإنجليزية)
- ماتيوس نونيز على موقع Soccerbase.com (لاعب) (الإنجليزية)
- ماتيوس نونيز على موقع Soccerway.com (الإنجليزية)
- ماتيوس نونيز على موقع عالم كرة القدم.نت (الإنجليزية)